# Albert Werkmüller
Albert Karl Werkmüller (* 31. Dezember 1879 in Berlin; † 21. August 1914 in Lipiany) war ein deutscher Leichtathlet, Fußballspieler und Turner.

## Sportlicher Werdegang
Als Fußballspieler gewann Werkmüller mit dem BFC Preussen die 1900 ausgetragene Berliner Fußballmeisterschaft des Verbandes Deutscher Ballspielvereine.
Im selben Jahr nahm er bei den Olympischen Spielen 1900 in Paris teil, schied im 200-Meter-Lauf aber bereits im Vorlauf aus. Zudem trat er bei den Handicap-Läufen über 100 und 400 Meter an; bei letzterem wurde er Zweiter. Den zweiten Platz belegte er auch im 200-Meter-Lauf bei den Deutschen Leichtathletik-Meisterschaften im September des Jahres.
1902/03 gewann Werkmüller den 100-Meter-Lauf der Deutschen Hochschulmeisterschaften.